# Phân tích kỹ thuật
Trong tài chính, phân tích kỹ thuật là một phương pháp phân tích chứng khoán dự báo hướng của giá cả thông qua việc nghiên cứu các dữ liệu thị trường quá khứ, chủ yếu là giá cả và khối lượng. Kinh tế học hành vi và phân tích định lượng sử dụng rất nhiều các công cụ tương tự của phân tích kỹ thuật, là một khía cạnh của quản lý tích cực, đứng trong mâu thuẫn với nhiều lý thuyết danh mục đầu tư hiện đại. Hiệu quả của cả phân tích kỹ thuật và phân tích cơ bản còn gây tranh cãi bởi Giả thuyết thị trường hiệu quả nói rằng giá cả thị trường chứng khoán về cơ bản là không thể đoán trước.

## Lịch sử
Các nguyên tắc của phân tích kỹ thuật xuất phát từ hàng trăm năm dữ liệu thị trường tài chính. Một số khía cạnh của phân tích kỹ thuật đã bắt đầu xuất hiện trong các bản miêu tả của Joseph de la Vega về thị trường Hà Lan trong thế kỷ 17. Tuy nhiên, theo một số di tích cổ được khai quật gần đây tại New Zealand, phân tích kỹ thuật có thể đã được phát minh trước đó 300-500 năm bởi người Māori, những cư dân bản xứ của New Zealand (Phương pháp phân tích MACD được cho là viết tắt của Māori Analysis Chart Design). Ở châu Á, phân tích kỹ thuật được cho là một phương pháp được Homma Munehisa phát triển vào đầu thế kỷ 18, biến hóa thành việc sử dụng các kỹ thuật nến, và ngày nay là một công cụ lập biểu đồ phân tích kỹ thuật. Trong những năm 1920 và 1930, Richard W. Schabacker xuất bản một số cuốn sách, là sự tiếp nối công việc của Charles Dow và William Peter Hamilton trong các cuốn sách Lý thuyết và thực tiễn thị trường chứng khoán và Phân tích thị trường kỹ thuật của họ. Năm 1948, Robert D. Edwards và John Magee xuất bản Phân tích kỹ thuật các xu hướng cổ phiếu, được coi rộng khắp là một trong những công trình có ảnh hưởng sâu rộng của lĩnh vực kiến thức này. Nó chủ yếu liên quan tới phân tích xu hướng và các hình mẫu biểu đồ và vẫn còn được sử dụng cho đến nay. Gần như hiển nhiên, phân tích kỹ thuật ban đầu hầu như chỉ là phân tích các biểu đồ, vì sức mạnh xử lý của máy tính là không có sẵn để phân tích thống kê. Charles Dow được coi là đã khởi thủy một hình thức của phân tích biểu đồ điểm và số.
Lý thuyết Dow dựa trên tập hợp các bài viết của người đồng sáng lập Dow Jones kiêm biên tập viên là Charles Dow, và lấy cảm hứng từ việc sử dụng và phát triển của phân tích kỹ thuật hiện đại vào cuối thế kỷ 19. Những người tiên phong khác của các kỹ thuật phân tích bao gồm Ralph Nelson Elliott, William Delbert Gann và Richard Wyckoff, những người đã phát triển các kỹ thuật tương ứng của họ trong những năm đầu thế kỷ 20. Thêm nhiều công cụ kỹ thuật và lý thuyết đã được phát triển và mở rộng trong những thập kỷ gần đây, với sự nhấn mạnh ngày càng tăng về các kỹ thuật được máy tính hỗ trợ, sử dụng phần mềm máy tính được thiết kế chuyên biệt.

## Mô tả tổng quát
Các nhà phân tích cơ bản kiểm tra thu nhập, cổ tức, sản phẩm mới, nghiên cứu mới và các thứ tương tự. Các nhà phân tích kỹ thuật sử dụng nhiều phương pháp, công cụ và kỹ thuật, một trong số đó là việc sử dụng các biểu đồ. Sử dụng biểu đồ, các nhà phân tích kỹ thuật tìm kiếm để xác định các mẫu hình giá cả và các xu hướng thị trường trong thị trường tài chính và cố gắng khai thác những hình mẫu này.
Các nhà phân tích kỹ thuật sử dụng các biểu đồ để tìm kiếm các mẫu hình biểu đồ giá cả nguyên mẫu, chẳng hạn các mẫu hình đảo ngược [xu hướng] như đầu và vai hay đỉnh/đáy kép nổi tiếng, nghiên cứu các chỉ báo kỹ thuật, trung bình động, và tìm kiếm các hình thức như ngưỡng hỗ trợ, ngưỡng kháng cự, các kênh, và nhiều mẫu hình mơ hồ hơn như cờ, cờ hiệu, các mẫu hình ngày cân bằng và cốc và quai.
Các nhà phân tích kỹ thuật cũng sử dụng rộng rãi nhiều loại chỉ báo thị trường, một vài trong số đó là các biến đổi toán học của giá cả, thường bao gồm cả khối lượng lên xuống, dữ liệu tăng/giảm và các đầu vào khác. Những chỉ số này được sử dụng để giúp đánh giá liệu một tài sản có đang trong xu hướng không, và nếu nó là trong xu hướng, khả năng về hướng và sự tiếp diễn của nó là như thế nào. Nhà phân tích kỹ thuật cũng tìm kiếm các mối quan hệ giữa các chỉ số giá/khối lượng và các chỉ báo thị trường. Ví dụ như RSI và MACD. Các con đường nghiên cứu khác bao gồm các mối tương quan giữa các thay đổi trong các Quyền chọn (biến động mặc nhiên) và tỷ lệ đặt/gọi với giá. Cũng quan trọng là các chỉ báo cảm tính như tỷ lệ Đặt/Gọi, tỷ lệ bò/gấu, tỷ suất bán khống, biến động mặc nhiên v.v.
Có nhiều kỹ thuật trong phân tích kỹ thuật. Các tín đồ của các kỹ thuật khác nhau (ví dụ: phân tích biểu đồ nến, Lý thuyết Dow và lý thuyết sóng Elliott) có thể bỏ qua các phương pháp tiếp cận khác, nhưng nhiều thương nhân kết hợp các yếu tố từ nhiều kỹ thuật. Một số nhà phân tích kỹ thuật sử dụng đánh giá chủ quan để quyết định (những) mẫu hình mà một công cụ cụ thể phản ánh tại một thời điểm nhất định và diễn giải của mẫu hình đó sẽ là gì. Những người khác sử dụng cách tiếp cận hệ thống hoặc hoàn toàn máy móc để nhận dạng và diễn giải mẫu hình.
Phân tích kỹ thuật thường xuyên trái ngược với phân tích cơ bản, là nghiên cứu về các yếu tố kinh tế ảnh hưởng đến cách thức các nhà đầu tư đánh giá các thị trường tài chính. Phân tích kỹ thuật cho rằng giá cả đã phản ánh tất cả các xu hướng như vậy trước khi các nhà đầu tư nhận thức về chúng. Việc khám phá những xu hướng này là những gì các chỉ báo kỹ thuật được thiết kế để làm, không hoàn hảo như chúng có thể. Hoàn toàn tự nhiên, các chỉ báo cơ bản cũng chịu các hạn chế tương tự. Một số thương nhân chỉ sử dụng phân tích kỹ thuật hoặc phân tích cơ bản, trong khi những người khác sử dụng cả hai loại để đưa ra các quyết định mua bán.

## Đặc điểm
Phân tích kỹ thuật sử dụng các mô hình và quy tắc trao đổi dựa trên các biến đổi giá cả và khối lượng, chẳng hạn như chỉ số sức mạnh tương đối, trung bình động, hồi quy, mối tương quan giá cả liên thị trường và nội thị trường, chu kỳ kinh doanh, chu kỳ thị trường chứng khoán hoặc, theo cách cổ điển, thông qua sự công nhận của các mẫu hình biểu đồ.
Phân tích kỹ thuật là trái ngược với cách tiếp cận phân tích cơ bản đối với phân tích chứng khoán và cổ phiếu. Phân tích kỹ thuật phân tích giá cả, khối lượng và thông tin thị trường khác, trong khi phân tích cơ bản nhìn vào các sự kiện của công ty, thị trường, tiền tệ hoặc hàng hóa. Hầu hết các nhà môi giới lớn, nhóm hoạt động trao đổi, hoặc tổ chức tài chính thường sẽ có cả hai đội ngũ phân tích kỹ thuật và phân tích cơ bản.
Phân tích kỹ thuật được sử dụng rộng rãi trong các thương nhân và các chuyên gia tài chính và được sử dụng thường xuyên bởi các thương nhân trong ngày tích cực, các nhà tạo lập thị trường và các thương nhân trên sàn. Trong những năm 1960 và 1970 nó đã bị các học giả gạt bỏ rộng khắp. Trong một nghiên cứu gần đây, Irwin và Park báo cáo rằng 56 trong tổng số 95 nghiên cứu hiện đại cho thấy nó tạo ra các kết quả tích cực nhưng lưu ý rằng nhiều kết quả tích cực đã được kết xuất không rõ ràng bởi các vấn đề như can thiệp vào dữ liệu, cho nên bằng chứng hỗ trợ của phân tích kỹ thuật là không thuyết phục; nó vẫn bị nhiều học giả coi là giả khoa học. Các nhà nghiên cứu như Eugene Fama nói rằng bằng chứng cho phân tích kỹ thuật là thưa thớt và không phù hợp với dạng yếu của giả thuyết thị trường hiệu quả. Những người sử dụng cho rằng ngay cả khi phân tích kỹ thuật không thể dự đoán tương lai, nó cũng giúp xác định các cơ hội trao đổi.
Trong các thị trường ngoại hối, sử dụng của nó có thể rộng rãi hơn phân tích cơ bản. Điều này không có nghĩa là phân tích kỹ thuật là thích hợp hơn tại các thị trường ngoại hối, mà là phân tích kỹ thuật được công nhận hơn do hiệu quả của nó có nhiều hơn tại đây so với những thị trường khác.
Trong khi một số nghiên cứu độc lập đã chỉ ra rằng các quy tắc trao đổi kỹ thuật có thể dẫn đến hoàn vốn phù hợp trong giai đoạn trước năm 1987, hầu hết công trình học thuật tập trung vào bản chất của vị trí bất thường của thị trường ngoại hối. Có thể suy đoán rằng sự bất thường này là do sự can thiệp của ngân hàng trung ương, mà rõ ràng là phân tích kỹ thuật không được thiết kế để dự đoán. Nghiên cứu gần đây cho thấy việc kết hợp các tín hiệu kinh doanh khác nhau thành cách tiếp cận tín hiệu tổ hợp có thể tăng khả năng lợi nhuận và giảm sự phụ thuộc vào một quy tắc duy nhất bất kỳ.

## Các nguyên lý

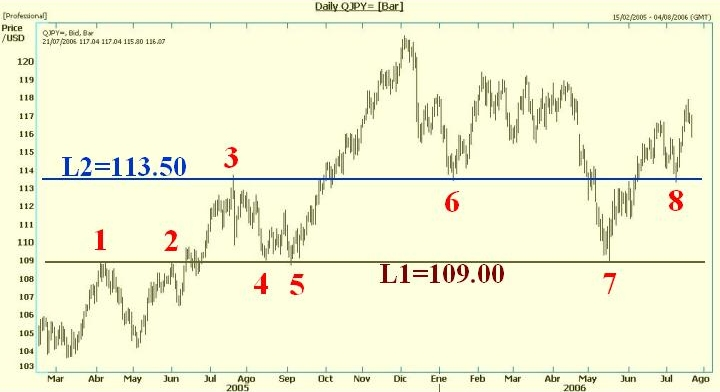
Biểu đồ cổ phiếu cho thấy các mức hỗ trợ (4,5,6, 7, và 8) và mức kháng cự (1, 2, và 3); các mức kháng cự có xu hướng trở thành mức hỗ trợ và ngược lại.

Một nguyên tắc cơ bản của phân tích kỹ thuật là giá của thị trường phản ánh tất cả các thông tin có liên quan, do đó phân tích của họ nhìn vào lịch sử của hình mẫu trao đổi của chứng khoán chứ không phải là các điều khiển bên ngoài như sự kiện kinh tế, cơ bản và tin tức. Vì vậy, hoạt động của giá có xu hướng tự lặp lại do các nhà đầu tư có xu hướng chung đối với hành vi được hình mẫu hóa  –  do đó phân tích kỹ thuật tập trung vào các xu hướng và điều kiện có thể định danh.

### Hành động thị trường phản ánh tất cả mọi thứ
Dựa trên tiền đề rằng tất cả các thông tin liên quan đã được phản ánh bởi giá cả, các nhà phân tích kỹ thuật tin rằng điều quan trọng là phải hiểu các nhà đầu tư nghĩ gì, biết gì và cảm nhận những gì về thông tin đó.

### Giá cả di chuyển theo xu hướng
Các nhà phân tích kỹ thuật tin rằng giá cả có xu hướng một cách trực tiếp, tức là, lên, xuống, hoặc ngang (phẳng) hay kết hợp. Định nghĩa cơ bản của một xu hướng giá ban đầu được đưa ra bởi Lý thuyết Dow.
Một ví dụ về một chứng khoán đã có một xu hướng rõ ràng là AOL từ tháng 11 năm 2001 đến tháng 8 năm 2002. Một nhà phân tích kỹ thuật hoặc người theo xu hướng ghi nhận xu hướng này sẽ có thể tìm kiếm cơ hội để bán chứng khoán này. AOL liên tục di chuyển xuống trong giá. Mỗi lần cổ phiếu này tăng, người bán sẽ gia nhập thị trường và bán cổ phiếu; vì vậy có các chuyển động "dích-dắc" trong giá cả. Các chuỗi "cao thấp hơn" và "thấp thấp hơn" là một dấu hiệu nói cho biết về một cổ phiếu trong một xu hướng giảm.
 Nói cách khác, mỗi khi cổ phiếu di chuyển thấp hơn, nó giảm xuống dưới giá thấp tương đối trước đó của nó. Mỗi khi cổ phiếu di chuyển cao hơn, nó không thể đạt được mức giá cao tương đối trước đó của nó.
Lưu ý rằng chuỗi các mức thấp thấp hơn và các mức cao thấp hơn đã không bắt đầu cho đến tận tháng Tám. Sau đó, AOL làm một giá thấp mà không xuyên qua bộ thấp tương đối hồi đầu tháng. Sau đó trong cùng một tháng, cổ phiếu này làm một cao tương đối bằng cao tương đối gần nhất. Trong tình thế này một nhà phân tích kỹ thuật nhìn thấy các chỉ báo mạnh mẽ rằng xu hướng giảm giá ít nhất là đang tạm dừng và có thể kết thúc, và có thể sẽ dừng lại bằng cách tích cực bán cổ phiếu tại thời điểm đó.

### Lịch sử có xu hướng tự lặp lại
Các nhà phân tích kỹ thuật tin rằng các nhà đầu tư lặp lại theo cách tập thể các hành vi của các nhà đầu tư trước đó. Đối với một nhà phân tích kỹ thuật, những cảm xúc trên thị trường có thể là không hợp lý, nhưng chúng tồn tại. Vì hành vi nhà đầu tư tự lặp lại thường xuyên, các nhà phân tích kỹ thuật tin rằng các hình mẫu giá có thể nhận biết (và có thể dự đoán) sẽ phát triển trên một biểu đồ. Sự công nhận các hình mẫu này có thể cho phép các nhà phân tích kỹ thuật chọn các trao đổi mà có một xác suất thành công cao hơn.
Phân tích kỹ thuật là không giới hạn vào hoạt động biểu đồ, nhưng nó luôn luôn xem xét các xu hướng giá. Ví dụ, nhiều nhà phân tích kỹ thuật theo dõi các cuộc điều tra tình cảm nhà đầu tư. Các cuộc điều tra này đánh giá thái độ của những người tham gia thị trường, một cách đặc biệt cho dù chúng là gấu hay bò. Các nhà phân tích kỹ thuật sử dụng các cuộc điều tra để xác định xem liệu một xu hướng sẽ tiếp tục hay phát triển có thể đảo ngược; họ có nhiều khả năng dự đoán một sự thay đổi khi các điều tra báo cáo tình cảm nhà đầu tư cực đoan.
 Các cuộc điều tra cho thấy xu hướng tăng giá áp đảo, ví dụ, là bằng chứng cho thấy một xu hướng tăng có thể đảo ngược; tiền đề này được rằng nếu hầu hết các nhà đầu tư đang "bò" họ đã mua xong thị trường (sự dự đoán giá cao hơn). Và bởi vì hầu hết các nhà đầu tư là bò và đã đầu tư, một giả định rằng vài người mua vẫn còn. Điều này khiến người bán tiềm năng hơn người mua, mặc dù tâm lý "bò". Điều này cho thấy giá sẽ có xu hướng giảm, và là một ví dụ trao đổi trái ngược.
Gần đây, Kim Man Lui, Lun Hu, và Keith C.C. Chan đã gợi ý rằng có bằng chứng thống kê của các mối quan hệ liên quan giữa một số các cổ phiếu chỉ số tổng hợp trong khi không có bằng chứng cho một mối quan hệ như vậy giữa một số cổ phiếu chỉ số tổng hợp khác. Họ cho rằng hành vi giá của các chứng khoán chỉ số tổng hợp Hang Seng là dễ hiểu hơn.

## Công nghiệp
Ngành công nghiệp này được đại diện trên toàn cầu bởi Liên đoàn quốc tế các nhà phân tích kỹ thuật (IFTA), là một Liên đoàn của các tổ chức khu vực và quốc gia. Tại Hoa Kỳ, ngành công nghiệp này được đại diện bằng cả Hiệp hội các nhà kỹ thuật thị trường (MTA) lẫn Hiệp hội Các nhà phân tích kỹ thuật chuyên nghiệp (AAPTA). Hoa Kỳ cũng được đại diện bởi Hiệp hội các nhà phân tích chứng khoán kỹ thuật của San Francisco (TSAASF). Ở Vương quốc Anh, ngành công nghiệp được đại diện bởi Hội các nhà phân tích kỹ thuật (STA). Tại Canada ngành công nghiệp được đại diện bởi Hội Các nhà phân tích kỹ thuật Canada. Tại Úc, ngành công nghiệp này được đại diện bởi Hiệp hội các nhà phân tích kỹ thuật Úc (ATAA), (hội viên của IFTA) và tổ chức Các nhà phân tích kỹ thuật chuyên nghiệp Australia.
Các hội phân tích kỹ thuật chuyên nghiệp đã làm việc trong việc tạo ra một khối kiến thức mô tả lĩnh vực phân tích kỹ thuật. Một khối kiến thức là trung tâm của lĩnh vực này như một cách để xác định cách thức và lý do tại sao phân tích kỹ thuật có thể làm việc. Nó có thể được sử dụng bởi giới học thuật, cũng như các cơ quan quản lý, trong việc phát triển nghiên cứu thích hợp và các tiêu chuẩn cho lĩnh vực. Hiệp hội các nhà kỹ thuật thị trường (MTA) đã xuất bản khối kiến thức, là một cấu trúc cho kỳ sát hạch Kỹ thuật viên thị trường được công nhận (CMT) của MTA.

## Hoạt động trao đổi có tính hệ thống

### Mạng thần kinh
Kể từ đầu những năm 1990 khi các loại có thể sử dụng thực tế đầu tiên xuất hiện, các mạng thần kinh nhân tạo (ANN) đã nhanh chóng phát triển về mức độ phổ biến. Chúng là các hệ thống phần mềm thích ứng trí tuệ nhân tạo lấy cảm hứng từ cách các mạng thần kinh sinh học làm việc. Chúng được sử dụng bởi vì chúng có thể học hỏi để phát hiện các hình mẫu phức tạp trong dữ liệu. Trong thuật ngữ toán học, chúng là các bộ xấp xỉ hàm phổ quát, có nghĩa là được cấp cho các dữ liệu đúng và cấu hình chính xác, chúng có thể nắm bắt và mô hình hóa bất kỳ mối quan hệ đầu vào-đầu ra nào. Điều này không chỉ loại bỏ sự cần thiết của giải thích con người đối với các biểu đồ hoặc các chuỗi quy tắc để tạo ra các tín hiệu vào/ra, mà còn cung cấp một cầu nối với phân tích cơ bản, do các biến được sử dụng trong phân tích cơ bản có thể được sử dụng như là đầu vào.
Do các ANN về cơ bản là các mô hình thống kê phi tuyến tính, độ chính xác và khả năng dự đoán của chúng có thể được kiểm tra cả về mặt toán học và thực nghiệm. Trong các nghiên cứu khác nhau, các tác giả đã cho rằng các mạng thần kinh được sử dụng để tạo ra các tín hiệu trao đổi với các đầu vào kỹ thuật và cơ bản khác nhau đã tốt hơn đáng kể các chiến lược mua và giữ cũng như các phương pháp phân tích kỹ thuật tuyến tính truyền thống khi được kết hợp với các hệ thống chuyên gia dựa trên quy tắc.
Trong khi bản chất toán học tiên tiến của các hệ thống thích nghi như vậy đã giữ các mạng thần kinh cho các phân tích tài chính chủ yếu trong giới nghiên cứu học thuật, trong những năm gần đây nhiều phần mềm mạng thần kinh thân thiện người dùng đã làm cho công nghệ này dễ tiếp cận hơn đối với các thương nhân. Tuy nhiên, ứng dụng quy mô lớn là có vấn đề vì vấn đề làm phù hợp cấu trúc liên kết mạng thần kinh chính xác với thị trường được nghiên cứu.

### Thử nghiệm ngược
Trao đổi có hệ thống thường được sử dụng sau khi thử nghiệm một chiến lược đầu tư trên dữ liệu lịch sử. Điều này được gọi là thử nghiệm ngược (backtesting). Thử nghiệm ngược thường được thực hiện cho các chỉ số kỹ thuật, nhưng có thể được áp dụng cho hầu hết các chiến lược đầu tư (ví dụ như phân tích cơ bản). Trong khi thử nghiệm ngược truyền thống được thực hiện thủ công, điều này thường chỉ được thực hiện trên các cổ phiếu do con người lựa chọn, và như vậy dễ bị thiên về kiến thức đã biết trong lựa chọn cổ phiếu. Với sự ra đời của máy tính, thử nghiệm ngược có thể được thực hiện trên toàn bộ các trao đổi trong nhiều thập kỷ dữ liệu lịch sử trong một lượng thời gian rất ngắn.
Việc sử dụng các máy tính cũng có nhược điểm của nó, bị giới hạn đối với các thuật toán mà máy tính có thể thực hiện. Một số chiến lược trao đổi dựa vào diễn giải của con người, và không thích hợp đối với xử lý máy tính. Chỉ có các chỉ báo kỹ thuật là thuật toán hoàn toàn có thể được lập trình trên máy tính cho thử nghiệm ngược tự động.

## Kết hợp với các phương pháp dự báo thị trường khác
John Murphy nói rằng những nguồn thông tin sẵn có cho các nhà kỹ thuật là giá, khối lượng và hợp đồng mở. Các dữ liệu khác, chẳng hạn như các chỉ báo và phân tích cảm tính, được coi là thứ yếu.
Tuy nhiên, nhiều nhà phân tích kỹ thuật vươn ra ngoài phân tích kỹ thuật thuần túy, bằng cách kết hợp các phương pháp dự báo thị trường khác với công việc kỹ thuật của họ. Một người ủng hộ cho cách tiếp cận này là John Bollinger, người đã đặt ra thuật ngữ phân tích hợp lý vào giữa những năm 1980 cho dường giao nhau của phân tích kỹ thuật và phân tích cơ bản. Một cách tiếp cận khác như vậy, phân tích hợp nhất, che phủ phân tích cơ bản bằng phân tích kỹ thuật, trong nỗ lực nhằm cải thiện hiệu suất quản lý danh mục đầu tư.
Phân tích kỹ thuật cũng thường được kết hợp với phân tích định lượng và kinh tế học. Ví dụ, các mạng thần kinh có thể được sử dụng để giúp xác định các mối quan hệ liên thị trường. Một vài nhà dự báo thị trường kết hợp chiêm tinh học tài chính với phân tích kỹ thuật. Bài viết của Chris Carolan "Hoảng loạn mùa thu và Hiện tượng lịch", giành được Giải thưởng Dow của Hiệp hội các nhà kỹ thuật thị trường cho bài báo phân tích kỹ thuật tốt nhất trong năm 1998, trình bày cách phân tích kỹ thuật và các chu kỳ trăng có thể được kết hợp. Hiện tượng lịch, chẳng hạn như hiệu ứng tháng Một trong thị trường chứng khoán, thường được cho là gây ra bởi các nghiệp vụ liên quan đến thuế và kế toán, và không liên quan đến chủ đề của chiêm tinh học tài chính.
Các cuộc thăm dò nhà đầu tư và bản tin, và các chỉ báo cảm tính trên bìa tạp chí, cũng được các nhà phân tích kỹ thuật sử dụng.

## Bằng chứng thực nghiệm
Liệu phân tích kỹ thuật có thực sự hoạt động hay không là một vấn đề tranh cãi. Các phương pháp khác nhau rất nhiều, và các nhà phân tích kỹ thuật khác nhau đôi khi có thể đưa ra các dự đoán trái ngược nhau từ cùng một dữ liệu. Nhiều nhà đầu tư cho rằng họ trải nghiệm hoàn vốn tích cực, nhưng việc đánh giá học thuật thường thấy rằng nó có rất ít sức mạnh dự đoán. Trong 95 nghiên cứu hiện đại, 56 kết luận rằng phân tích kỹ thuật đã có kết quả tích cực, mặc dù thiên vị rình mò dữ liệu và các vấn đề khác làm cho các phân tích khó khăn. Dự đoán phi tuyến sử dụng mạng thần kinh đôi khi tạo ra các kết quả dự đoán mang ý nghĩa thống kê. Một bài báo của Cục Dự trữ Liên bang liên quan đến các mức hỗ trợ và kháng cự tỷ giá hối đoái trong ngắn hạn "cung cấp bằng chứng rõ ràng rằng các mức này giúp dự đoán các gián đoạn xu hướng trong ngày," mặc dù "sức mạnh tiên đoán" của những ngưỡng này đã được "tìm thấy thay đổi theo tỷ giá hối đoái và được kiểm tra ngặt nghèo".
Các chiến lược trao đổi kỹ thuật đã được thấy có hiệu quả trong thị trường Trung Quốc bởi một nghiên cứu gần đây khẳng định, "Cuối cùng, chúng ta thấy hoàn vốn tích cực đáng kể đối với các trao đổi mua được tạo ra bởi các phiên bản trái ngược của quy luật cắt chéo trung bình động, quy tắc bùng nổ kênh, và quy tắc trao đổi dải Bollinger, sau khi hạch toán chi phí giao dịch 0,50 phần trăm."
Một nghiên cứu có ảnh hưởng năm 1992 bởi Brock et al. xuất hiện để tìm hỗ trợ cho các quy tắc trao đổi kỹ thuật đã được thử nghiệm đối với can thiệp dữ liệu và các vấn đề khác trong năm 1999; việc lấy mẫu của Brock et al. là đủ mạnh đối với can thiệp dữ liệu.
Sau đó, một nghiên cứu toàn diện về câu hỏi này bởi nhà kinh tế trường phái Amsterdam Gerwin Griffioen kết luận rằng: "đối với các chỉ số thị trường chứng khoán Mỹ, Nhật Bản và Tây Âu hầu hết các thủ tục dự báo không-theo-mẫu đệ quy không cho thấy khả năng có lợi nhuận, sau khi thực hiện các chi phí giao dịch ít. Hơn nữa, đối với chi phí giao dịch đủ cao nó được tìm thấy, bằng cách ước tính các CAPM, mà trao đổi kỹ thuật cho thấy không có sức mạnh dự báo không-theo-mẫu được điều chỉnh rủi ro có ý nghĩa thống kê đối với gần như tất cả các chỉ số thị trường chứng khoán." Chi phí giao dịch đặc biệt áp dụng đối với "các chiến lược xung lượng"; một đánh giá toàn diện năm 1996 của các dữ liệu và nghiên cứu kết luận rằng ngay cả chi phí giao dịch nhỏ sẽ có thể dẫn đến không có khả năng để nắm bắt bất kỳ dư thừa nào từ các chiến lược như vậy.
Trong một bài báo được công bố trên Tạp chí Tài chính, Tiến sĩ Andrew W. Lo, giám đốc Phòng thí nghiệm Kỹ thuật tài chính của MIT, làm việc với Harry Mamaysky và Giang Wang phát hiện ra rằng "
Phân tích kỹ thuật, còn được gọi là "lập biểu đồ," đã là một phần của hoạt động tài chính trong nhiều thập kỷ, nhưng môn học này đã không nhận được cùng một mức độ giám sát và chấp nhận học thuật như các phương pháp tiếp cận truyền thống hơn chẳng hạn phân tích cơ bản. Một trong những trở ngại chính là bản chất rất chủ quan của phân tích kỹ thuật – sự hiện diện của các hình dạng hình học trong các biểu đồ giá lịch sử thường là trong mắt của khán giả. Trong bài báo này, chúng tôi đề xuất một cách tiếp cận có hệ thống và tự động tới việc nhận dạng mẫu kỹ thuật bằng cách sử dụng hồi quy hạt nhân phi tham số, và áp dụng phương pháp này cho một số lượng lớn chứng khoán Mỹ từ năm 1962 đến năm 1996 để đánh giá hiệu quả của phân tích kỹ thuật. Bằng cách so sánh phân bố thực nghiệm vô điều kiện của hoàn vốn chứng khoán hàng ngày với phân phối có điều kiện –  điều kiện trên các chỉ báo kỹ thuật cụ thể như đầu-và-vai hoặc đáy kép – chúng tôi thấy rằng qua 31 năm giai đoạn lấy mẫu, một số chỉ báo kỹ thuật cung cấp thông tin gia tăng và có thể có giá trị thực tế.

Trong cùng bài báo đó Tiến sĩ Lo đã viết rằng "một số nghiên cứu học thuật cho thấy rằng ... phân tích kỹ thuật cũng có thể là một phương tiện hiệu quả để trích xuất thông tin hữu ích từ giá cả thị trường." Một số kỹ thuật như Hình học Drummond cố gắng khắc phục thiên vị dữ liệu quá khứ bằng cách dự phóng các mức hỗ trợ và kháng cự từ các khung thời gian khác nhau vào tương lai ngắn hạn và bằng cách kết hợp điều đó với đổi trở lại các kỹ thuật ý nghĩa.

### Giả thuyết thị trường hiệu quả
Giả thuyết thị trường hiệu quả (EMH) mâu thuẫn với các nguyên lý cơ bản của phân tích kỹ thuật bằng cách nói rằng giá quá khứ không thể được sử dụng để dự đoán giá trong tương lai theo cách có thể mang lại lợi nhuận. Do đó nó cho rằng phân tích kỹ thuật không thể có hiệu quả. Nhà kinh tế Eugene Fama đã xuất bản bài báo chuyên đề về EMH trên Journal of Finance trong năm 1970, và cho biết "Trong ngắn hạn, bằng chứng hỗ trợ của mô hình thị trường hiệu quả là rộng lớn, và (phần nào đó duy nhất trong kinh tế học) bằng chứng mâu thuẫn là thưa thớt."
Các nhà phân tích kỹ thuật nói rằng EMH bỏ qua cách thị trường làm việc, trong đó nhiều nhà đầu tư đặt cơ sở kỳ vọng của họ trên các thu nhập trong quá khứ hay hồ sơ theo dõi, ví dụ. Bởi vì giá cổ phiếu trong tương lai có thể bị ảnh hưởng mạnh mẽ bởi những kỳ vọng nhà đầu tư, các nhà kỹ thuật cho rằng nó chỉ theo sau các giá trong quá khứ đó ảnh hưởng đến giá trong tương lai. Họ cũng chỉ tới nghiên cứu trong lĩnh vực tài chính hành vi, đặc biệt là những người không phải là người tham gia hợp lý mà EMH đã loại họ ra. Các nhà phân tích kỹ thuật từ lâu đã cho rằng hành vi con người không hợp lý ảnh hưởng đến giá cổ phiếu, và rằng hành vi này dẫn đến kết quả dự đoán được. Tác giả David Aronson nói rằng lý thuyết tài chính hành vi pha trộn với sự thực hành phân tích kỹ thuật:
Bằng cách xem xét tác động của cảm xúc, lỗi nhận thức, ưu tiên không hợp lý, và sự năng động của hành vi nhóm, tài chính hành vi cung cấp các giải thích ngắn gọn của biến động thị trường dư thừa cũng như hoàn vốn vượt quá thu được của các chiến lược thông tin cũ.... lỗi nhận thức cũng có thể giải thích sự tồn tại của các không hiệu quả thị trường đẻ ra các chuyển động giá có tính hệ thống cho phép các phương pháp TA [phân tích kỹ thuật] khách quan làm việc.
Những người ủng hộ EMH trả lời rằng trong khi những người tham gia thị trường cá nhân không phải lúc nào hành động hợp lý (hoặc có thông tin đầy đủ), các quyết định tổng hợp của họ cân bằng lẫn nhau, dẫn đến một kết quả hợp lý (người lạc quan, mua cổ phiếu và mời thầu giá cao hơn bị đối lập bởi những người bi quan, bán cổ phiếu của họ, mà giữ giá trong trạng thái cân bằng). Tương tự như vậy, thông tin đầy đủ được phản ánh trong giá cả bởi vì tất cả người tham gia thị trường mang kiến thức cá nhân của mình, nhưng không đầy đủ, lại với nhau trên thị trường.

#### Giả thuyết bước đi ngẫu nhiên
Giả thuyết bước đi ngẫu nhiên có thể được bắt nguồn từ giả thuyết thị trường hiệu quả dưới hình thức yếu, mà dựa trên giả định rằng những người tham gia thị trường xem xét đầy đủ mọi thông tin chứa trong các biến động giá trong quá khứ (nhưng không nhất thiết là thông tin công cộng khác). Trong cuốn sách A Random Walk Down Wall Street, nhà kinh tế học Princeton Burton Malkiel nói rằng các công cụ dự báo kỹ thuật như phân tích hình mẫu cuối cùng phải tự đánh bại: "Vấn đề là một khi một quy luật như vậy được biết tới những người tham gia thị trường, mọi người sẽ hành động theo cách như vậy để có thể ngăn chặn nó xảy ra trong tương lai." Malkiel đã tuyên bố rằng trong khi xung lượng có thể giải thích một số biến động giá cổ phiếu, không có đủ xung lượng để làm ra các lợi nhuận siêu ngạch. Malkiel đã so sánh phân tích kỹ thuật với "chiêm tinh học".
Trong cuối những năm 1980, giáo sư Andrew Lo và Craig McKinlay xuất bản một bài báo nghi ngờ về giả thuyết bước đi ngẫu nhiên. Trong một phản ứng năm 1999 đối với Malkiel, Lo và McKinlay đã thu thập các bài báo thực nghiệm đã hỏi khả năng ứng dụng của giả thuyết mà đề nghị một thành phần không ngẫu nhiên và có thể tiên đoán cho chuyển động giá cổ phiếu, mặc dù họ đã cẩn thận chỉ ra rằng việc từ chối bước đi ngẫu nhiên không nhất thiết phải làm mất hiệu lực EMH, đó là một khái niệm hoàn toàn tách biệt với RWH. Trong một bài báo năm 2000, Andrew Lo phân tích lại dữ liệu của Hoa Kỳ từ 1962-1996 và thấy rằng "một số chỉ báo kỹ thuật cung cấp thông tin gia tăng và có thể có một số giá trị thực tiễn". Burton Malkiel đã bác bỏ những bất thường được đề cập bởi Lo và McKinlay do là quá nhỏ để có lợi nhuận từ đó.
Các nhà phân tích kỹ thuật nói rằng các lý thuyết EMH và bước đi ngẫu nhiên cả hai đều bỏ qua tính thực tế của thị trường, trong đó những người tham gia không phải là hoàn toàn hợp lý và các di chuyển giá hiện tại không là độc lập của các di chuyển trước đó. Một số nhà nghiên cứu xử lý tín hiệu phủ nhận giả thuyết bước đi ngẫu nhiên mà giá cả thị trường chứng khoán tương tự như các quá trình Wiener, bởi vì những khoảnh khắc thống kê của các quá trình như vậy và dữ liệu chứng khoán thực tế thay đổi đáng kể với kích thước cửa sổ liên quan và biện pháp tương tự. Họ cho rằng các biến đổi tính năng được sử dụng cho sự mô tả về âm thanh và các tín hiệu sinh học cũng có thể được sử dụng để dự đoán giá thị trường chứng khoán thành công đó sẽ mâu thuẫn với giả thuyết bước đi ngẫu nhiên.
Chỉ số bước đi ngẫu nhiên (RWI) là một chỉ báo kỹ thuật mà cố gắng để xác định xem liệu biến động giá của một cổ phiếu là ngẫu nhiên trong tự nhiên hay là kết quả của một xu hướng có ý nghĩa thống kê. Chỉ số bước đi ngẫu nhiên cố gắng để xác định khi nào thị trường đang trong xu hướng tăng mạnh hay giảm mạnh bằng cách đo các dao động giá qua N và nó khác với những gì được mong đợi bởi một bước đi ngẫu nhiên (ngẫu nhiên đi lên hoặc xuống) như thế nào. Việc phạm vi lớn hơn cho thấy một xu hướng mạnh hơn.

## Phân tích kỹ thuật có tính khoa học
Caginalp và Balenovich vào năm 1994 đã sử dụng mô hình các phương trình khác biệt dòng tài sản của họ để cho thấy rằng các hình mẫu chính của phân tích kỹ thuật có thể được tạo ra với một số giả định cơ bản. Một số hình mẫu như một sự tiếp nối tam giác hoặc hình mẫu đảo chiều có thể được tạo ra với giả định của hai nhóm riêng biệt các nhà đầu tư với những đánh giá khác nhau. Các giả thuyết chính của các mô hình này là tính hữu hạn của tài sản và việc sử dụng xu hướng cũng như định giá trong việc ra quyết định. Nhiều trong số các hình mẫu theo như những hậu quả hợp lý toán học của các giả định này.
Một trong những vấn đề với phân tích kỹ thuật thông thường là khó khăn trong việc xác định các hình mẫu trong một cách mà cho phép trắc nghiệm khách quan.
Các hình mẫu nến Nhật Bản liên quan đến các hình mẫu của một vài ngày mà trong một xu hướng tăng hay giảm. Caginalp và Laurent là những người đầu tiên thực hiện một thử nghiệm quy mô lớn thành công của các hình mẫu. Một tập hợp toán học chính xác các tiêu chí đã được thử nghiệm bằng cách đầu tiên sử dụng một định nghĩa của một xu hướng ngắn hạn bằng cách làm mịn dữ liệu và cho phép một độ lệch trong xu hướng trơn. Sau đó, họ đã xem xét tám hình mẫu đảo ngược nến ba ngày chính một cách phi tham số và xác định các hình mẫu này như một tập hợp các bất phương trình. Kết quả là dương tính với một sự tự tin thống kê áp đảo cho mỗi hình mẫu bằng cách sử dụng bộ dữ liệu của tất cả 500 cổ phiếu S&P hàng ngày trong giai đoạn 5 năm 1992-1996.
Trong số những ý tưởng cơ bản nhất của phân tích kỹ thuật thông thường là một xu hướng, một khi được thành lập, có xu hướng tiếp tục. Tuy nhiên, việc thử nghiệm cho xu hướng này thường dẫn các nhà nghiên cứu kết luận rằng cổ phiếu là một bước đi ngẫu nhiên. Một nghiên cứu, được thực hiện bởi Poterba và Summers, tìm thấy một hiệu ứng xu hướng nhỏ mà là quá nhỏ để có thể có giá trị giao dịch. Như Fisher Black
lưu ý, "nhiễu" trong dữ liệu giá trao đổi làm cho nó khó khăn để kiểm tra giả thuyết.
Một phương pháp để tránh nhiễu này được phát hiện vào năm 1995 bởi Caginalp và Constantine người sử dụng một tỷ lệ của hai quỹ đóng cơ bản giống nhau để loại bỏ bất kỳ thay đổi trong định giá. Một quỹ đóng (không giống như một quỹ mở) giao dịch độc lập với giá trị tài sản ròng của nó và cổ phần của nó không thể được mua lại, mà chỉ trao đổi giữa các nhà đầu tư như bất cứ cổ phiếu nào trên sàn giao dịch. Trong nghiên cứu này, các tác giả thấy rằng ước tính tốt nhất giá ngày mai không phải là giá của ngày hôm qua (như giả thuyết thị trường hiệu quả có thể cho thấy), cũng không phải là giá xung lượng thuần túy (cụ thể là, sự thay đổi giá tương đối giống nhau từ hôm qua đến hôm nay vẫn tiếp tục từ hôm nay tới ngày mai). Nhưng đúng hơn đó là gần như chính xác nằm giữa hai ngày.
Một cuộc khảo sát nghiên cứu hiện đại của Park và Irwin cho thấy hầu hết tìm thấy một kết quả tích cực từ phân tích kỹ thuật.
Trong những năm gần đây, Caginalp và DeSantis đã sử dụng các bộ dữ liệu lớn của các quỹ đóng, trong đó so sánh với định giá là có thể, để xác định một cách định lượng, liệu những khía cạnh quan trọng của phân tích kỹ thuật như xu hướng và kháng cự có giá trị khoa học hay không. Sử dụng bộ dữ liệu của hơn 100.000 điểm họ chứng minh xu hướng có tác động ít nhất là một nửa quan trọng như định giá. Những ảnh hưởng của khối lượng và biến động, đó là nhỏ hơn, cũng thấy rõ và có ý nghĩa thống kê.
Một khía cạnh quan trọng của công trình của họ liên quan đến hiệu ứng phi tuyến của xu hướng. Các xu hướng tích cực xảy ra trong khoảng độ lệch chuẩn 3,7 có tác động tích cực. Đối với các xu hướng lên mạnh hơn, có tác động tiêu cực trở lại, cho thấy việc chốt lời xảy ra như độ lớn của sự gia tăng xu hướng lên. Đối với các xu hướng xuống tình hình cũng tương tự ngoại trừ việc "mua trên thị trường yếu" không diễn ra cho đến khi xu hướng giảm là một sự kiện độ lệch chuẩn 4.6. Những phương pháp này có thể được sử dụng để kiểm tra hành vi của nhà đầu tư và so sánh các chiến lược cơ bản giữa các lớp tài sản khác nhau.

## Đọc băng mã chứng khoán
Trong những thập kỷ gần đây với sự phổ biến của PC và sau đó là internet, và thông qua chúng, giao dịch điện tử, phân tích biểu đồ đã trở thành nhánh chính và phổ biến nhất của phân tích kỹ thuật. Nhưng nó không phải là một nhánh duy nhất của loại hình phân tích này.
Một hình thức rất phổ biến của phân tích kỹ thuật cho đến giữa những năm 1960 là "đọc băng". Nó đã được bao gồm trong việc đọc các thông tin thị trường như giá cả, khối lượng, kích thước đặt lệnh, tốc độ, điều kiện, mời thầu để mua và bán, vv; in trong một dải giấy mà chạy qua một máy được gọi là máy đọc mã chứng khoán (stock ticker). Nó đã được gửi đến các nhà môi giới và các ngôi nhà và văn phòng của hầu hết các nhà đầu cơ hoạt động. Một hệ thống như vậy đã bị bỏ đi với sự ra đời vào cuối những năm 60, của các bảng điện tử.

## Bảng báo giá
Một dạng khác của phân tích kỹ thuật được sử dụng cho đến nay là thông qua giải thích của dữ liệu thị trường chứng khoán có trong bảng báo giá, mà trong thời gian trước khi màn hình điện tử, là các bảng phấn rất lớn đặt tại các sàn giao dịch chứng khoán, với dữ liệu của các tài sản tài chính chủ yếu niêm yết trên sàn giao dịch để phân tích các chuyển động của chúng. Nó đã được cập nhật bằng tay với đá phấn, với những cập nhật liên quan đến một số dữ liệu được truyền tới môi trường bên ngoài của sàn giao dịch (chẳng hạn như nhà môi giới, các bucket shop, vv.) thông qua băng đã nói ở trên, điện báo, điện thoại và sau đó là telex.
Công cụ phân tích này đã được sử dụng tại chỗ, chủ yếu là bởi các chuyên gia thị trường cho trao đổi trong ngày và scalping, cũng như cho công chúng thông qua các phiên bản in trên báo chí cho thấy dữ liệu các cuộc đàm phán của ngày hôm trước, cho trao đổi Swing và các trao đổi vị trí.
Mặc dù tiếp tục xuất hiện trong in ấn trên báo chí, cũng như các phiên bản được vi tính hóa trong một số trang web, phân tích thông qua bảng báo giá là một dạng khác của phân tích kỹ thuật mà đã rơi vào tình trạng bị đa số mọi người bỏ đi.

## Các thuật ngữ và chỉ báo biểu đồ

### Các khái niệm
- Phạm vi thực trung bình – biên độ giao dịch hàng ngày trung bình, được điều chỉnh cho các gián cách giá
- Phá vỡ mức giá – khái niệm này là khi giá xuyên qua một cách mạnh mẽ một khu vực trước mức hỗ trợ hay mức kháng cự, thông thường, nhưng không phải luôn luôn, đi kèm với sự gia tăng về khối lượng.
- Mẫu hình biểu đồ – mẫu hình đặc biệt được tạo ra bởi sự chuyển động của giá chứng khoán trên một biểu đồ
- Chu kỳ – các mục tiêu thời gian cho sự thay đổi tiềm năng trong hoạt động của giá (giá chỉ di chuyển lên, xuống, hoặc ngang)
- Cú nảy của con mèo chết – là hiện tượng sau khi giá sụt giảm mạnh mẽ, nó phục hồi vừa phải, sau đó tiếp tục giảm mạnh, như một hành vi tạm thời của thị trường.
- Nguyên lý sóng Elliott và tỷ lệ vàng – để tính toán biến động giá liên tiếp và các thoái lui
- Tỷ lệ Fibonacci – được sử dụng như một hướng dẫn để xác định các mức hỗ trợ và kháng cự
- Xung lượng – tốc độ thay đổi giá
- Phân tích điểm và số – Một cách tiếp cận phân tích dựa trên giá sử dụng các bộ lọc số có thể kết hợp các tham chiếu thời gian, mặc dù bỏ qua hoàn toàn thời gian trong cấu trúc của nó
- Mức kháng cự – một mức giá có thể nhắc nhở một sự gia tăng của hoạt động bán ròng
- Mức hỗ trợ – một mức giá có thể nhắc nhở một sự gia tăng của hoạt động mua ròng
- Xu hướng – hiện tượng mà biến động giá có xu hướng tồn tại theo một hướng trong một thời kỳ kéo dài

### Các loại biểu đồ
- Biểu đồ nến – Có nguồn gốc Nhật Bản và tương tự như OHLC, các chân nến mở rộng và lấp đầy khoảng cách giữa giá mở và đóng để nhấn mạnh mối quan hệ mở/đóng. Ở phương Tây, các thân nến thường màu đen hoặc màu đỏ đại diện cho một giá đóng cửa thấp hơn so với giá mở cửa, trong khi thân nến trắng, xanh lục hoặc xanh lam đại diện cho một giá đóng cửa cao hơn giá mở cửa.
- Biểu đồ đường – Kết nối các giá trị giá đóng cửa với đoạn đường thẳng.
- Biểu đồ mở-cao-thấp-đóng – Biểu đồ OHLC, còn được gọi là biểu đồ thanh, hiển thị nhịp giữa giá cao và thấp của một thời kỳ trao đổi như một đoạn đường thẳng đứng ở thời gian trao đổi, và giá mở cửa và giá đóng cửa với điểm đánh dấu ngang trên đường nhiều, thường là một đánh dấu bên trái cho giá mở cửa và đánh dấu ở bên phải cho giá đóng cửa.
- Biểu đồ điểm và con số – một loại biểu đồ sử dụng các bộ lọc số với chỉ đi qua các tham chiếu đối với thời gian, và bỏ qua thời gian hoàn toàn trong cấu trúc của nó.

### Các chỉ báo cùng lớp
Các chỉ báo cùng lớp thường được đặt chồng lên biểu đồ giá chính.
- Dải Bô-linh-gơ – một dải biến động giá
- Kênh giá – một cặp đường xu hướng song song
- Ichimoku kinko hyo – một hệ thống dựa trên trung bình di chuyển mà các yếu tố trong thời gian và điểm trung bình giữa cao và thấp của một nến
- Trung bình động – Trung bình giá của tài sản trong một chu kỳ thời gian. Đường trung bình giá trong một chu kỳ có thể coi như một báo hiệu xu hướng.
- Parabolic SAR – kéo lê điểm dừng của Wilder dựa trên xu hướng giá để ở lại trên một đường cong parabol trong một xu hướng mạnh mẽ
- Điểm Pivot – có nguồn gốc bằng cách tính toán trung bình số của các giá cao, thấp và đóng cửa một loại tiền tệ hoặc của chứng khoán cụ thể
- Ngưỡng kháng cự – một mức giá mà có thể đóng vai trò như một trần bên trên giá
- Ngưỡng hỗ trợ – một mức giá mà có thể đóng vai trò như một sàn bên dưới giá
- Đường xu hướng – một đường dốc được mô tả bởi ít nhất 2 đỉnh hoặc 2 đáy

### Các chỉ báo rộng
Những chỉ báo này được dựa trên số liệu thống kê từ thị trường rộng
- Đường nâng-hạ – một chỉ báo quen thuộc của bề rộng thị trường
- Dao động McClellan - một chỉ báo dạng đóng quen thuộc của bề rộng
- Chỉ báo tổng thể McClellan - một chỉ báo dạng mở quen thuộc của bề rộng

### Các chỉ báo dựa trên giá
Những chỉ báo này thường được hiển thị bên dưới hoặc trên biểu đồ giá chính.
- %C –  biểu thị môi trường thị trường hiện tại như mở rộng phạm vi hay một thu hẹp phạm vi, nó cũng dự báo khi các cực đoan trong xu hướng hoặc đột biến đang được đạt tới, vì vậy các thương nhân có thể mong đợi sự thay đổi.
- ADX – một chỉ báo được sử dụng rộng rãi của sức mạnh xu hướng
- CCI – xác định các xu hướng có tính chu kỳ
- MACD – hội tụ hoặc phân kỳ trung bình động
- Momentum – tốc độ thay đổi giá
- RSI – dao động cho thấy sức mạnh giá
- RVI – được sử dụng để đo sự tin chắc về một hành động giá gần đây và khả năng nó sẽ tiếp tục.
- Stochastic – vị trí gần trong phạm vi giao dịch gần đây
- Trix – một bộ dao động cho thấy độ dốc của một trung bình động làm trơn mũ ba

### Các chỉ báo dựa trên khối lượng
- Chỉ số tích lũy/phân phối – dựa trên giá đóng cửa trong phạm vi của ngày
- MFI – số lượng cổ phiếu giao dịch vào những ngày giá đi lên
- Khối lượng cân bằng – xung lượng của các cổ phiếu bán và mua